# Michael Corleone
Michael Corleone é um personagem fictício e protagonista do romance de 1969 de Mario Puzo, O Poderoso Chefão. Nos três filmes do Poderoso Chefão, dirigidos por Francis Ford Coppola, Michael foi interpretado por Al Pacino, pelo qual foi duas vezes indicado ao Oscar. Michael é o filho mais novo de Vito Corleone, um imigrante siciliano que constrói um império da Máfia. Após a morte de seu pai, Michael o sucede como o chefe da família do crime Corleone.
Em junho de 2003, Michael Corleone foi reconhecido como o 11º vilão mais icônico da história do cinema pelo American Film Institute, embora alguns críticos o considerem um herói trágico. A revista de cinema britânica Empire selecionou Michael Corleone como o 11º maior personagem do cinema, com a atuação de Pacino como Michael Corleone amplamente considerada como uma das maiores atuações da história do cinema.